# MacEwan University

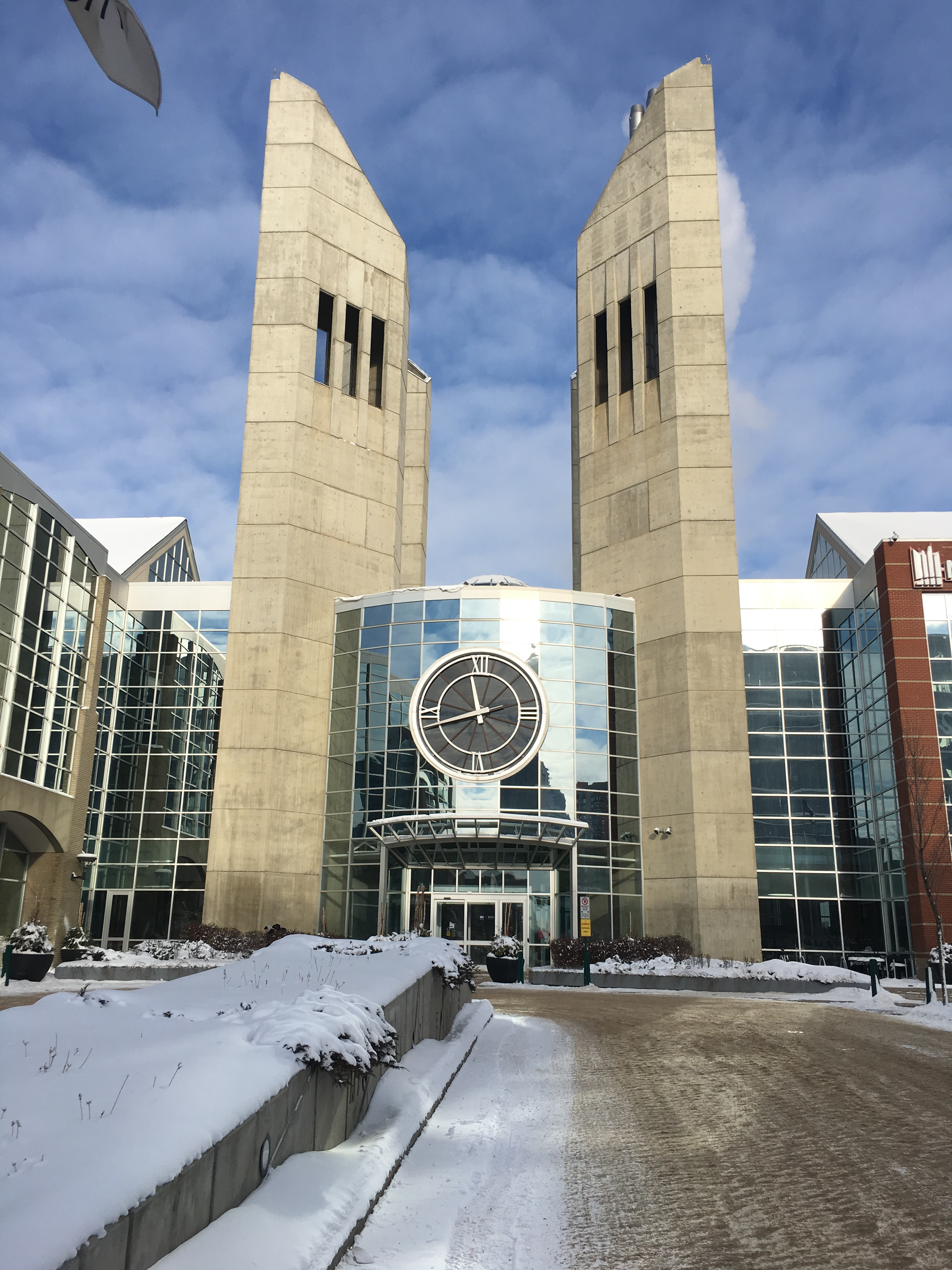
MacEwan University

Die MacEwan University ist eine Universität in Edmonton in Alberta im Westen Kanadas.
Mit dem Schwerpunkt der Hochschule für postsekundäre Bildung bietet sie zehn Studienrichtungen auf baccalaureate-Stufe, eine Studienrichtung mit einem angewandten Abschluss sowie weitere 43 Weiterbildungsangebote auf Diplom- und Zertifikatsstufe in den Bereichen Bildende Kunst und Kommunikation, Gesundheits- und Gemeindestudien, Geisteswissenschaften, Ingenieurwesen, Sportunterricht, Krankenpflege und Wirtschaft an.

## Historisches
Die Hochschule wurde 1971 als Grant MacEwan Community College gegründet. Namensgeber ist der Politiker, Publizist und Agrarwissenschaftler Grant MacEwan. 2009 erfolgte die Anerkennung als Universität und Firming als Grant MacEwan University, ab 2013 als MacEwan University.

## Einteilung
Der Lehrbetrieb der Universität ist zum Stand 2021 in vier Fakultäten und zwei Institute eingeteilt:
- Freie Künste und Wissenschaft (Faculty of Arts and Science)
- Kunst und Kommunikation (Faculty of Fine Arts and Communications)
- Gesundheit und Kommunikationsforschung (Faculty of Health and Community Studies)
- Pflege (Faculty of Nursing)
- Wirtschaft (School of Business)
- Weiterbildung (School of Continuing Education)

## Zahlen zu den Studierenden
Von den 18.483 Studenten des Studienjahrens 2019/2020 nannten sich 61,8 % weiblich und 38,0 % männlich. 14.503 Personen studierten als Vollzeitstudenten. Es waren 831 internationale Studenten eingeschrieben.